# Gare d'Uwajima
La gare d'Uwajima (宇和島駅, Uwajima-eki) est une gare ferroviaire localisée dans la ville de Uwajima, dans la préfecture d'Ehime au Japon. La gare est exploitée par la JR Shikoku, sur la ligne Yosan. La ligne Yodo est incluse dans la section jusqu'à Kita-Uwajima.

## Situation ferroviaire
Établie à 5 mètres d'altitude, la gare d'Uwajima est située au point kilométrique (PK) 297,6 de la ligne Yosan. Elle est le terminus de la ligne.

## Histoire
- 18 octobre 1914 : Ouverture de la gare. Le lieu de la gare originelle se trouve actuellement à l'emplacement du collège public Jôhoku d'Uwajima.
- 1916 : Construction de la nouvelle gare sur son emplacement actuel.
- 1er août 1933 : La Japanese National Railways prend la gestion de la gare.
- 1er février 1984 : Arrêt de la gestion du fret dans cette gare.
- 31 mars 1987 : La gestion du fret est à nouveau opérationnelle.
- 1er avril 1987 : La Japanese National Railways est découpée en plusieurs sociétés, la JR Shikoku reprend l'organisation de cette gare et la JR Freight pour celle du fret.
- 2 avril 1998 : Une nouvelle façade de la gare est construite[1]
- 1er avril 2004 : La gestion du fret est à nouveau stoppée.

## Service des voyageurs

### Accueil
La gare dispose d'un bâtiment voyageurs, avec guichets.

### Fréquentation
En 2010, la fréquentation moyenne de passagers en transit était de 1417 personnes par jour, ce qui en faisait la 17e gare la plus fréquenté du réseau JR Shikoku.

### Lignes ferroviaires
- JR Shikoku :
  - Ligne Yodo G47
  - Ligne Yosan U28

### Quai
- Cette gare dispose de deux quais et de trois voies.

| N° de voie | Ligne   | Direction        |
| ---------- | ------- | ---------------- |
| 1・2・3    | ▆ Yosan | Matsuyama        |
| 1・2・3    | ▆ Yodo  | Wakai / Kubokawa |

### Intermodalité
Les bus de la compagnie Uwajima Bus desservent la gare.

### Proximité
On trouvera dans les alentours de la gare:
- le château d'Uwajima